# Myrteta askoldaria
Myrteta askoldaria är en fjärilsart som beskrevs av Hugo Theodor Christoph 1880. Myrteta askoldaria ingår i släktet Myrteta och familjen mätare. Inga underarter finns listade i Catalogue of Life.